# Alexandr (biskup vjatský)
Alexandr (ve velké schimě: Andrej; 30. listopadu 1603 – 17. prosince 1678, Korjažma) byl ruský duchovní a první biskup vjatský a velikopermský.

## Život
Narodil se 30. listopadu 1603 v osadě Korjažemského monastýru.
Byl přijat do Korjažemského monastýru, kde byl roku 1631 postřižen na monacha a přijal mnišské jméno Alexandr. Působil zde jako pokladník a později jako igumen.
Dne 7. června 1651 se stal archimandritou Spaso-Kamenného monastýru.
Dne 3. června 1655 proběhla jeho biskupská chirotonie na biskupa kolomenského a kaširského.
Dne 16. prosince 1655 byl spolu s dalšími třemi biskupy přítomen na Malém soboru v Moskvě, který svolal patriarcha Nikon.
Roku 1656 se zúčastnil Moskevského soboru.
Alexandr nesympatizoval s reformami patriarchy, ale bál se otevřeně deklarovat svůj protest.
Dne 5. prosince 1657 byl ustanoven biskupem vjatským a velikopermským.
Poté, co patriarcha Nikon opustil patriarchální trůn, Alexandr dal najevo svůj nesouhlas s církevními reformami.
Dne 8. ledna 1674 dobrovolně odešel do penze. V Korjažemském monastýru byl postřižen do velké schimy se jménem Andrej.
Zemřel 17. prosince 1678.